# 比利亚图列尔
比利亚图列尔，是西班牙卡斯蒂利亚-莱昂莱昂省的一个市镇。 总面积57平方公里，总人口1797人（001年），人口密度32人/平方公里。